# Kaminskiidae
Kaminskiidae es una familia de foraminíferos bentónicos de la superfamilia Textularioidea, del suborden Textulariina y del orden Textulariida. Su rango cronoestratigráfico abarca desde el Berriasiense (Cretácico inferior) hasta la Actualidad.

## Discusión
Clasificaciones previas incluían los géneros de Kaminskiidae en la subfamilia Spiroplectammininae, de la familia Spiroplectamminidae, de la superfamilia Spiroplectamminoidea y del orden Lituolida.

## Clasificación
Kaminskiidae incluye a los siguientes géneros:
- Kaminskia †
- Spirorutilus